# Museo de Historia Natural de Görlitz

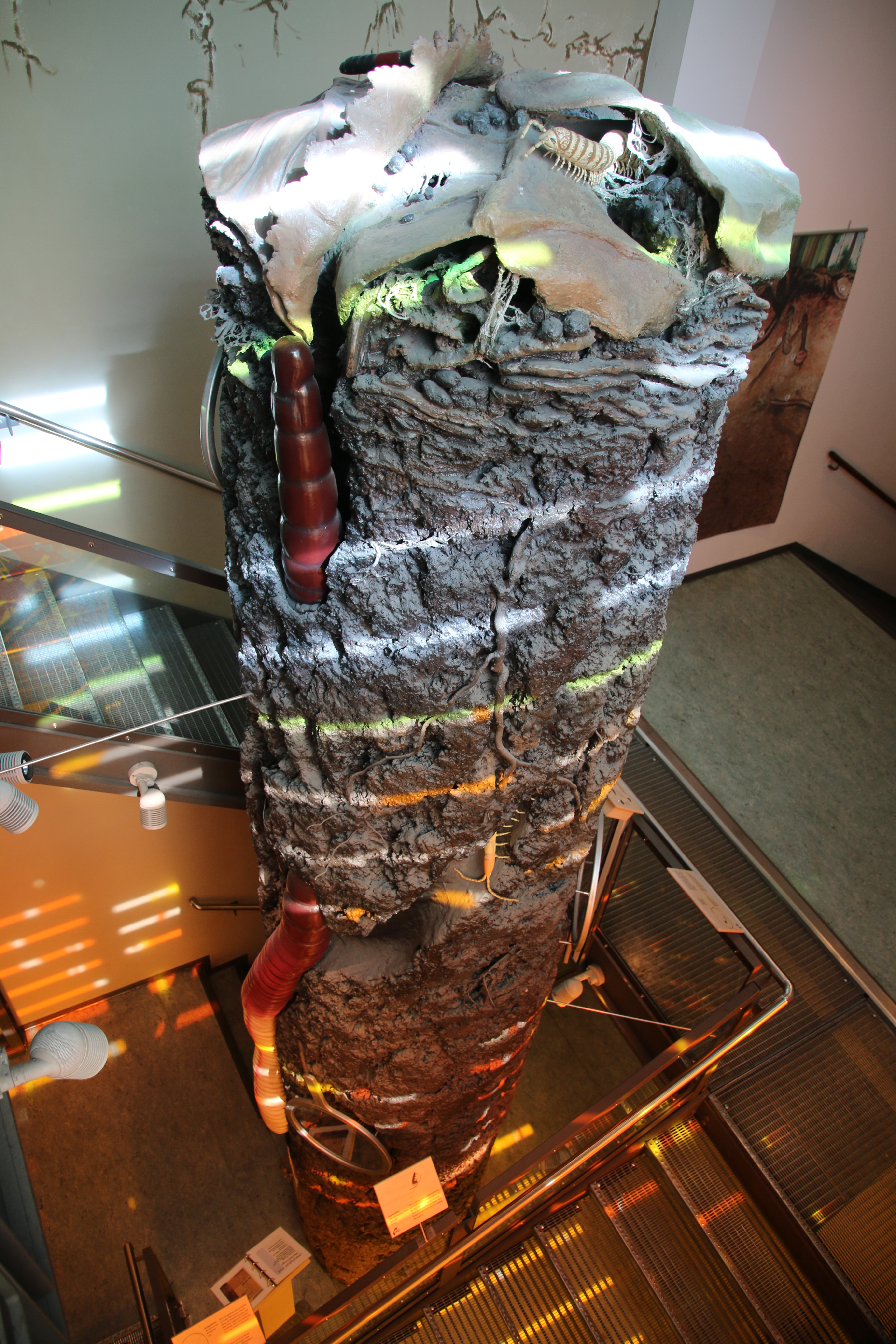
Reconstrucción de una columna de suelo, muy ampliada con cinco metros de altura.

El Museo de Historia Natural de Görlitz, Alemania (en alemán: Naturkundemuseum Gorlitz o Senckenberg Museum für Naturkunde Görlitz) es un museo de historia natural que se centra en la zoología, la botánica y la geología. Desde 2009, el museo forma parte del Senckenberg Gesellschaft für Naturforschung con sede en Fráncfort del Meno. El principal campo de investigación es la biología del suelo. Desde 2006 hasta 2017 el número de visitantes estuvo entre 25 000 y 34 000, en el año de la Tercera Exposición Estatal de Sajonia 2011 fue incluso de 47 000.

## Historia
En 1811 se fundó la Sociedad Ornitológica de Görlitz por iniciativa del comerciante de telas Johann Gottlieb Kretzschmar y el actuario Giese. La Sociedad de Ornitología de Görlitz fue fundada en 1823 como Naturforschende Gesellschaft zu Görlitz; se restableció en 1990 como Naturforschende Gesellschaft der Oberlausitz. En los años 1858 a 1860, la Sociedad Görlitz estableció su propio museo en la céntrica Marienplatz en el antiguo foso de la ciudad por iniciativa del médico y farmacéutico W. J. Kleefeld y del Consejero de la Comisión Económica Georg von Möllendorff. Fue inaugurado ceremoniosamente por Möllendorff el 26 de octubre de 1860. Después de la reconstrucción del edificio del museo, el presidente Walther Freise pudo reabrir las colecciones en 1902. En 2008, el museo fue aceptado en la comunidad científica de Gottfried Wilhelm Leibniz. Desde el 1 de enero de 2009 ha pertenecido junto con el Naturmuseum Senckenberg en Fráncfort del Meno y las Colecciones de Historia Natural Senckenberg de Dresde a la red de la Sociedad de Investigación de la Naturaleza Senckenberg.[cita requerida]

## Dirección
Reinhard Peck fue nombrado primer director de museo de la Naturforschenden Gesellschaft en 1885. Después de él, el botánico Hugo von Rabenau se convirtió en director del museo. Después de la muerte de Freise en 1921, el profesor de biología Oskar Herr asumió la dirección del museo como miembro a tiempo parcial debido a la escasez de dinero. De 1959 a 1995 Wolfram Dunger dirigió el Museo de Historia Natural de Görlitz. En 1995 entregó la dirección del museo a Willi Xylander.[cita requerida]

## Fondos de colección
En 1819 las primeras preparaciones de 181 aves autóctonas y acuáticas, 50 aves exóticas y una colección de nidos y huevos formaron el "gabinete" de la Sociedad Ornitológica. En 1827, la colección se amplió con 150 especies de aves de América del Norte (por G. S. Oppelt, Fairfield, Canadá). En 1837 fue robada la colección de monedas y ese mismo año se abrieron los gabinetes de minerales. En 1846, se alquilaron tres espaciosas habitaciones por año por 50 táleros en el primer piso de Petersstraße 3 para albergar la colección. En el mismo año, los visitantes pudieron maravillarse con las colecciones dos días a la semana. Para proteger las colecciones de personas no autorizadas, se colocó un candado en el "Kabineths-Thüre" en 1850. En 1858, la Sociedad para la Investigación Natural recibió una colección de plantas africanas de Johann Christian Breutel de Herrnhut (un importante criptogamista). Al año siguiente, la colección del entomólogo y botánico August Kelch de Ratibor se compró por 200 táleros. En 1860, el farmacéutico Reinhard Peck fue nombrado comisario (primer director del museo en 1885). Durante su mandato, las colecciones experimentaron un repunte significativo. El ornitólogo y presidente de la Sociedad, Julius von Zittwitz, estaba comprometido con la expansión de las colecciones y preparó él mismo 1500 aves para la Sociedad. El director del museo, Hugo von Rabenau, adquirió el herbario de Sintenis en Asia Central y la extensa colección Schwarzsche Käf. En 1914, el museo recibió un gorila de Camerún como regalo de Hans Schäfer, miembro de la sociedad. En el mismo año, la colección de huevos de Bruno Hecker (con 1400 huevos de 363 especies de aves de Europa Central) fue donada a la sociedad. La colección de aves de Robert von Loebenstein, una de las colecciones privadas de aves más importantes de la Alta Lusacia, también fue donada a la Sociedad en 1930. Sin embargo, ya no encontró un lugar en las instalaciones del museo y, por lo tanto, se ubicó en el antiguo Vogtshof (en la iglesia de San Pedro).[cita requerida]
A partir de 2014, las colecciones contienen alrededor de 6,5 millones de insectos, ácaros, milpiés, caracoles, mejillones, vertebrados (incluidos 30 000 cráneos), plantas (alrededor de 375 000 especímenes), hongos y miles de minerales, rocas y fósiles. Los objetos de la colección son objeto de investigación científica por más de 40 investigadores de museos. El museo cuenta con una biblioteca científica especial con aproximadamente 151 000 unidades multimedia (principalmente documentos de los campos de zoología, zoología del suelo, botánica, ecología, geología y paleontología). Además de la literatura especializada para el trabajo de investigación de los científicos, también ofrece literatura generalmente comprensible de los campos de ciencias naturales y la historia de la región y puede ser utilizada por el público.[cita requerida]

## Colecciones permanentes
El museo exhibe sus exhibiciones en 1200 m2 de espacio expositivo:
- Los dioramas diseñados cerca de la naturaleza muestran hábitats especialmente preparados de la Alta Lusacia con sus plantas y animales típicos (lobo, águila marina), desde los pinares en el norte hasta las montañas de Zittau en el sur.
- La exposición de geología muestra la agitada historia de la región: volcanes, playas y bosques de carbón. Sin embargo, la Edad de Hielo también dio forma al paisaje, como demuestran los hallazgos de mammut y Bos primigenius.
- La edáfona del suelo se muestra en una columna de suelo agrandada 30 veces.
- En las exposiciones de selva y sabana se presentan grandes y pequeños habitantes conocidos y desconocidos: del pico al animal dedo, de la arpía al avestruz, del gorila al tigre.
- Un vivero con 70 especies de animales vivos de las selvas tropicales y regiones nativas en 12 cuencas paisajísticas elaboradamente diseñadas en un área de 100 m2[3] completa las otras exposiciones permanentes. A los visitantes se les ofrece alimentación de espectáculos regularmente. Se pueden observar rarezas como la mantarraya negra de agua dulce de Brasil, las ranas tomate de Madagascar o el platija de Senegal, un "fósil viviente". Pero también están representadas especies autóctonas como la culebra o el ratón recolector eurasiático.

## Imágenes

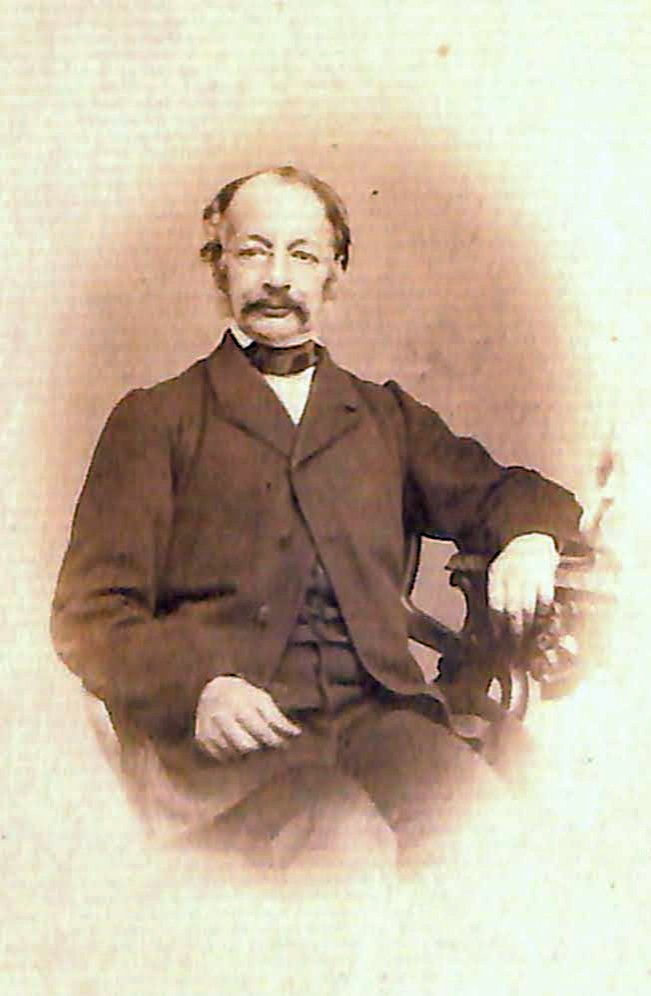
Reinhard Peck, primer director del museo
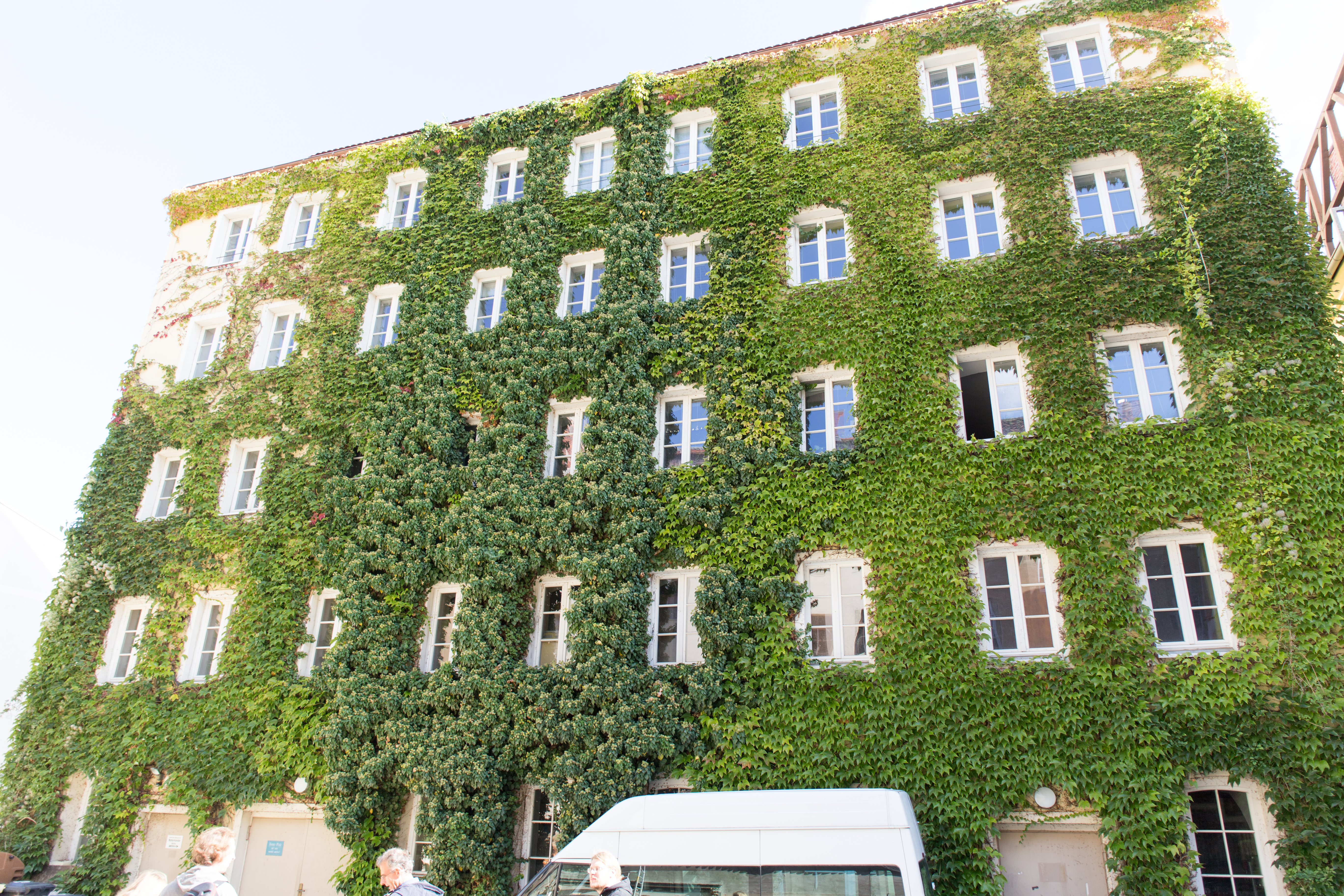
Edificio del herbario
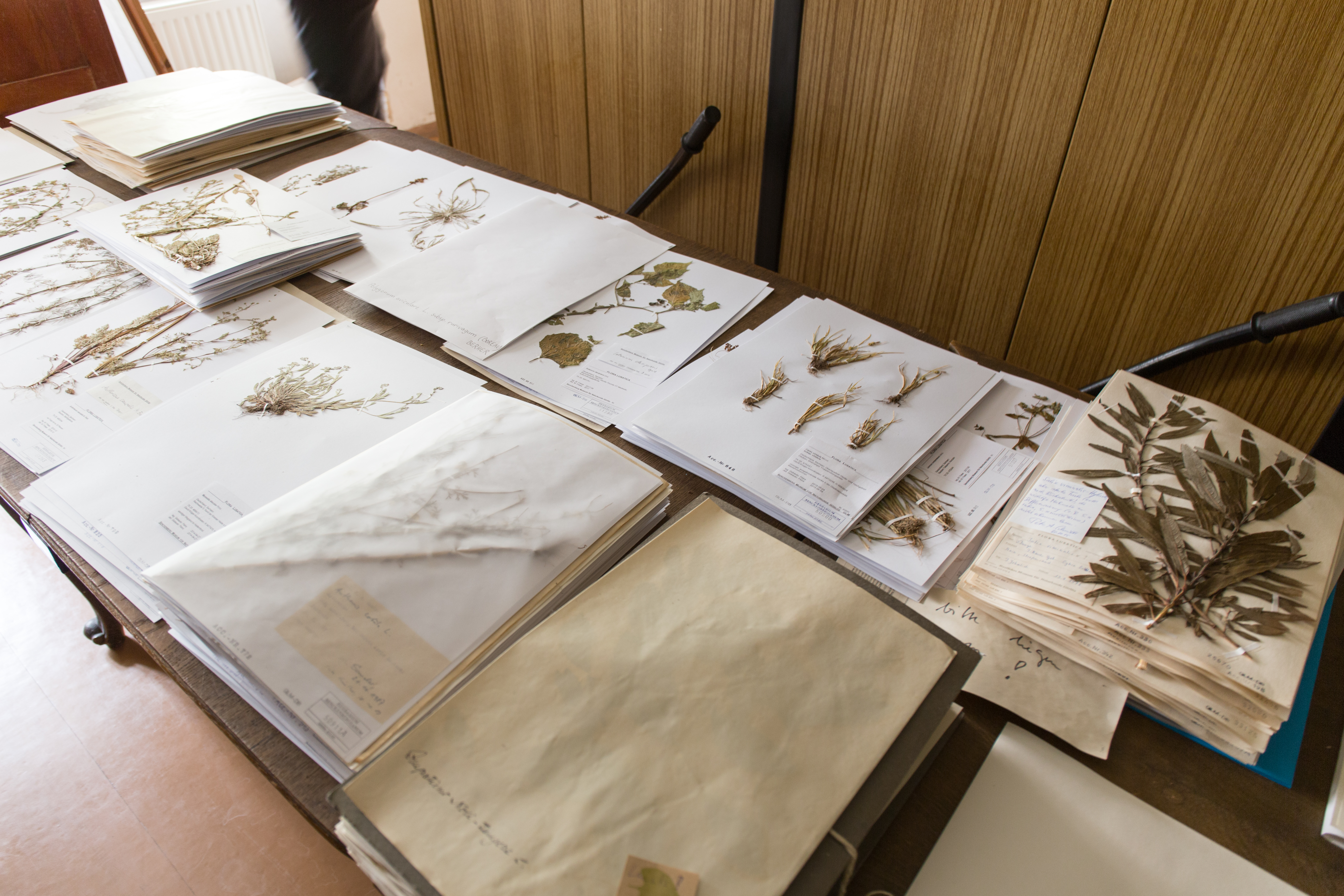
Impresiones del herbario
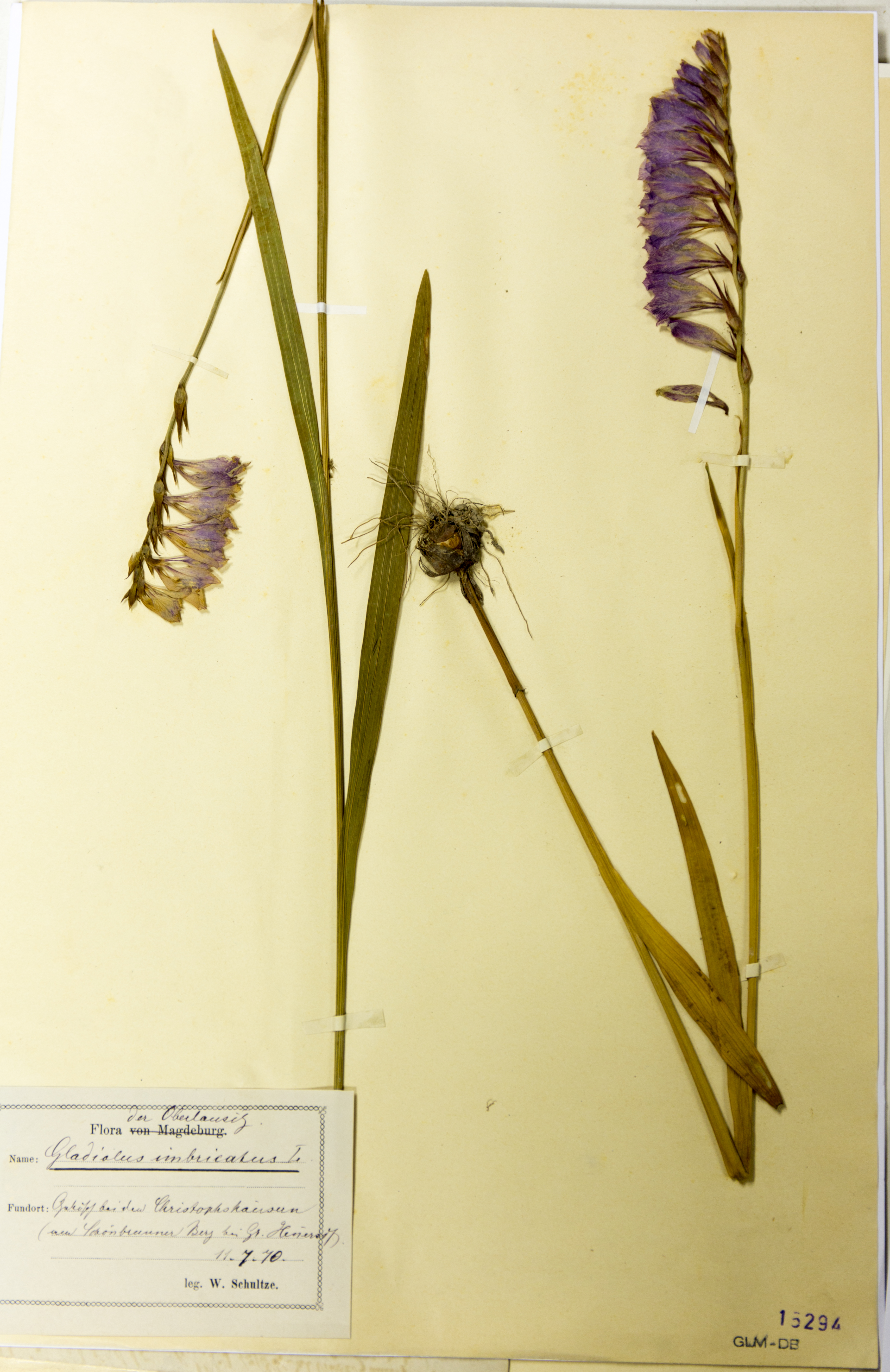
Herbario
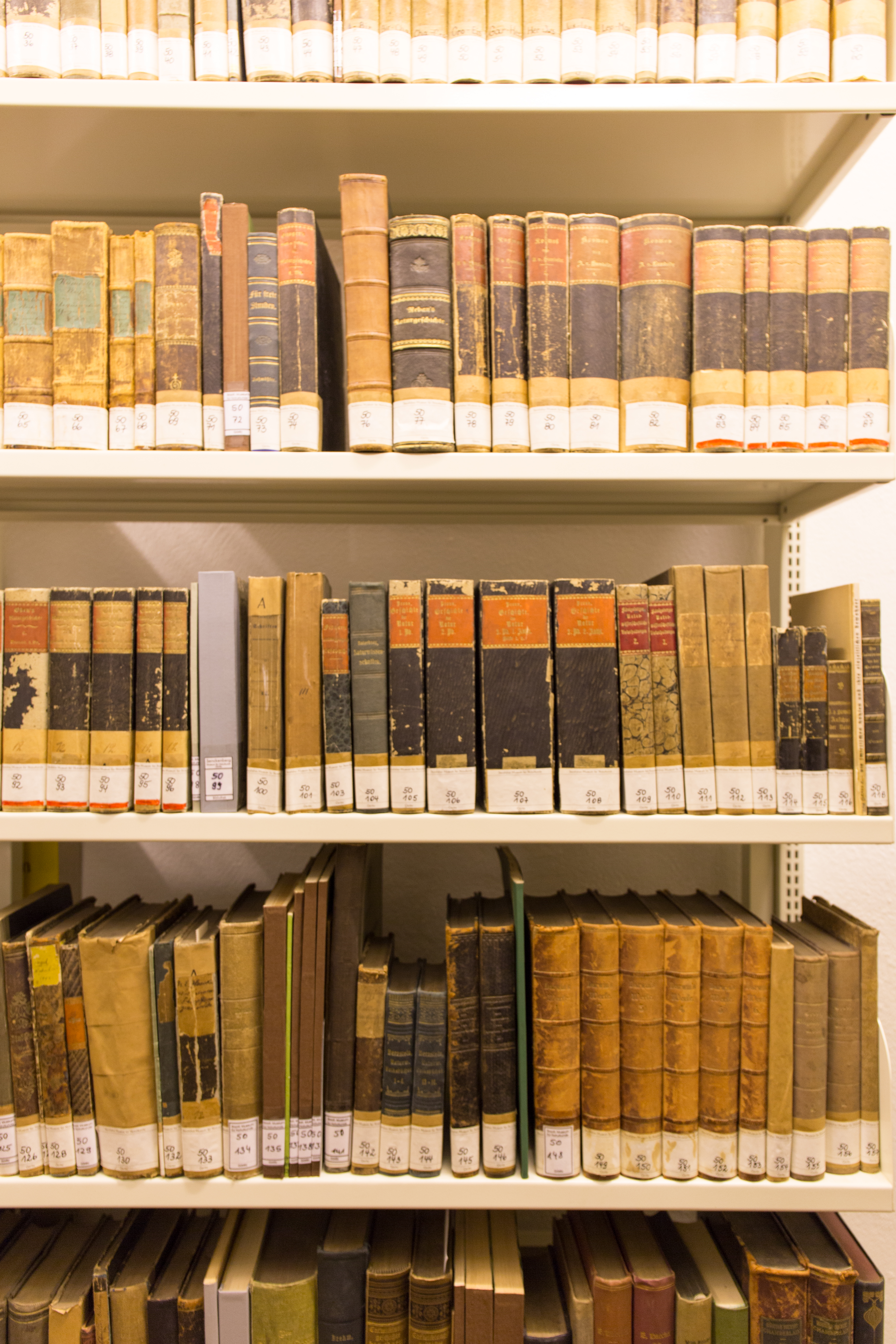
Biblioteca
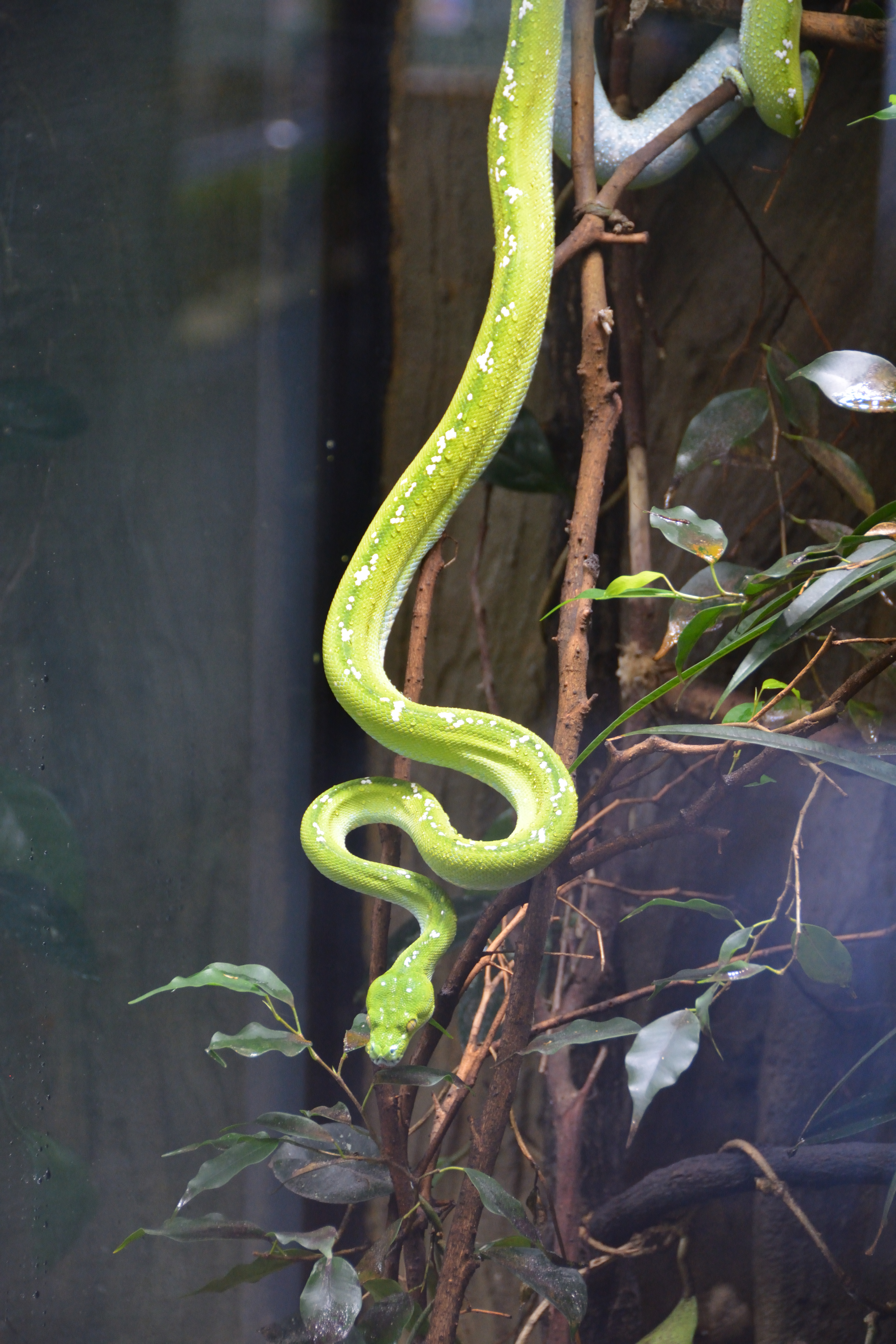
Pitón arborícola verde en el vivero
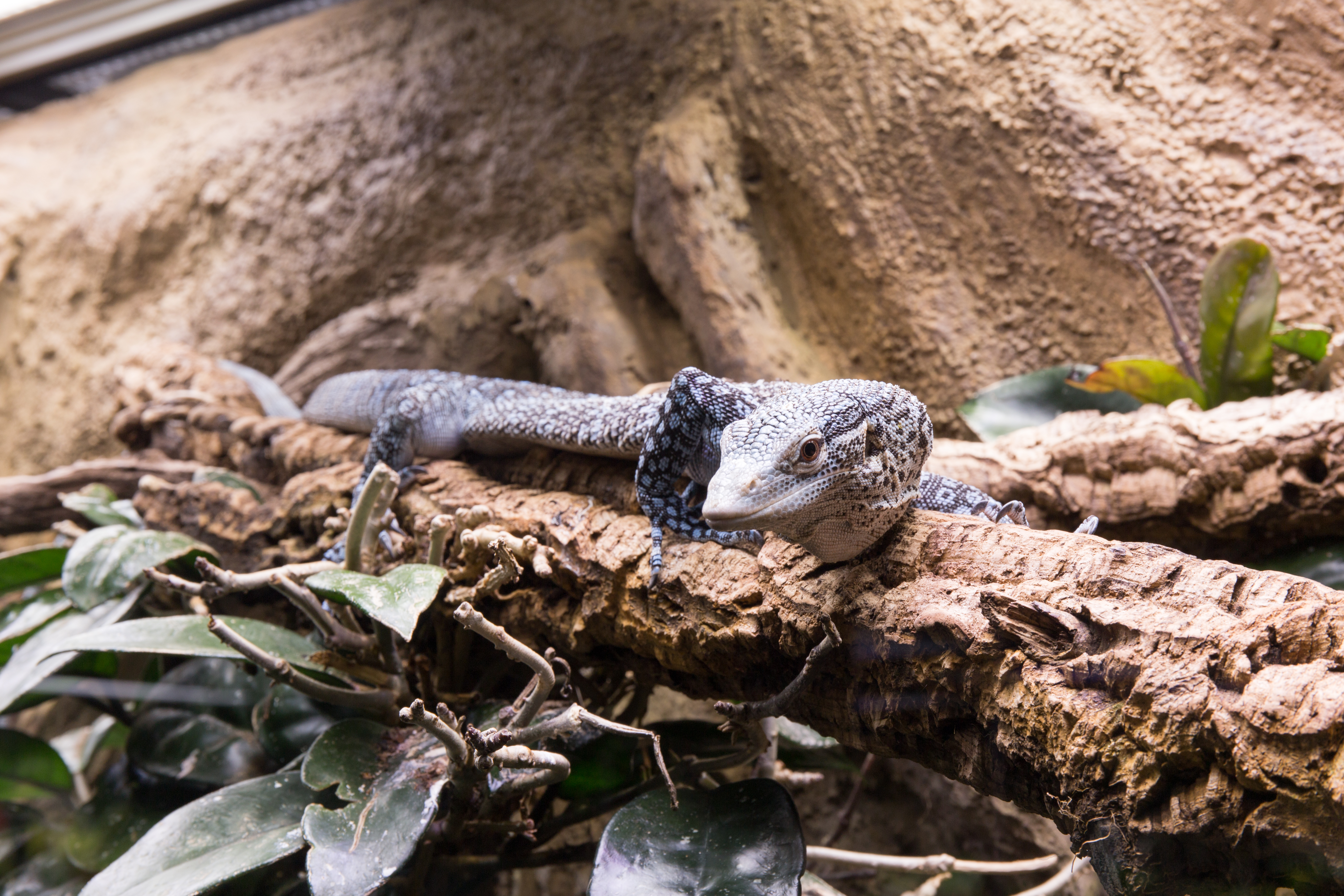
Varanus macraei en el vivero
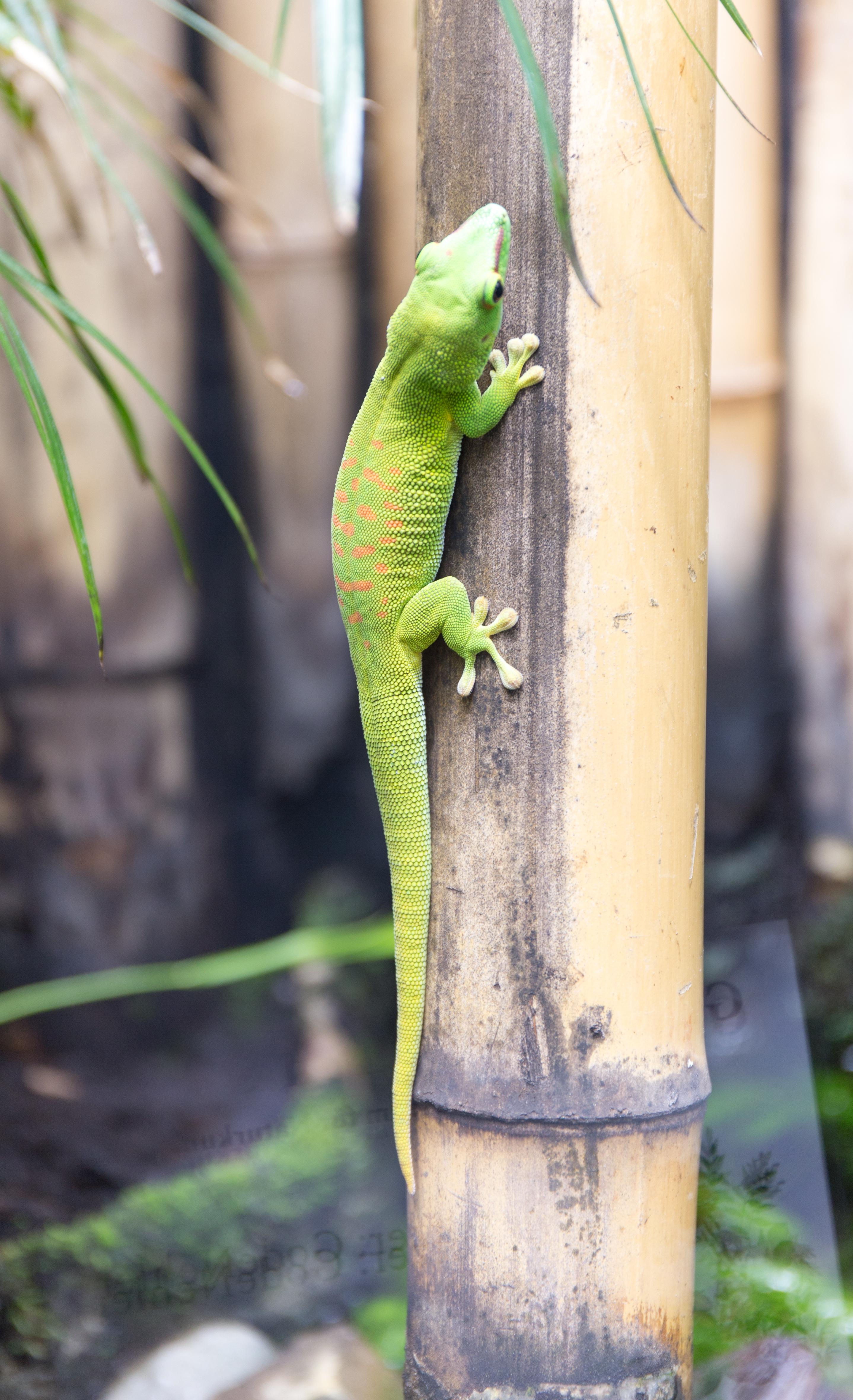
Phelsuma grandis
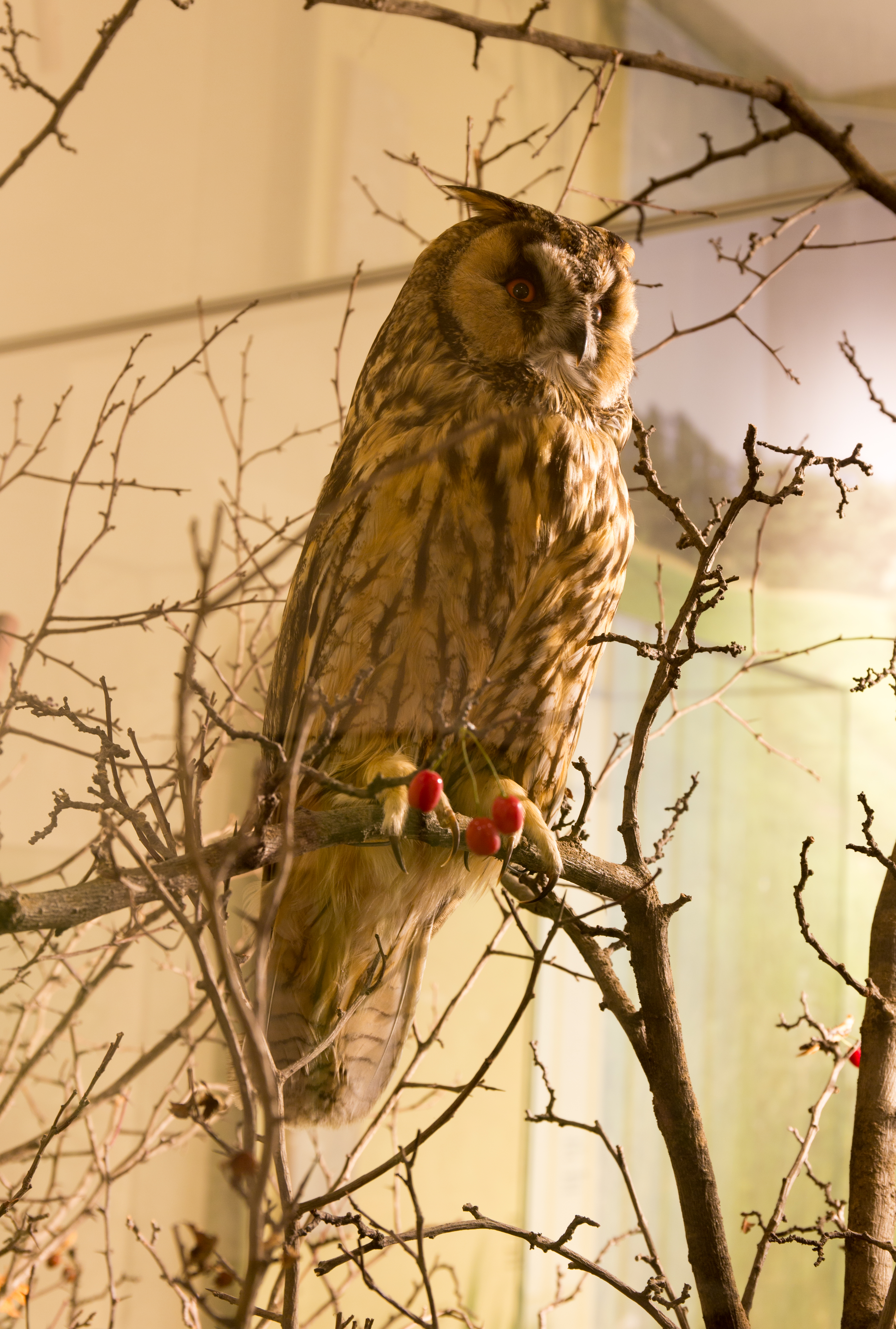
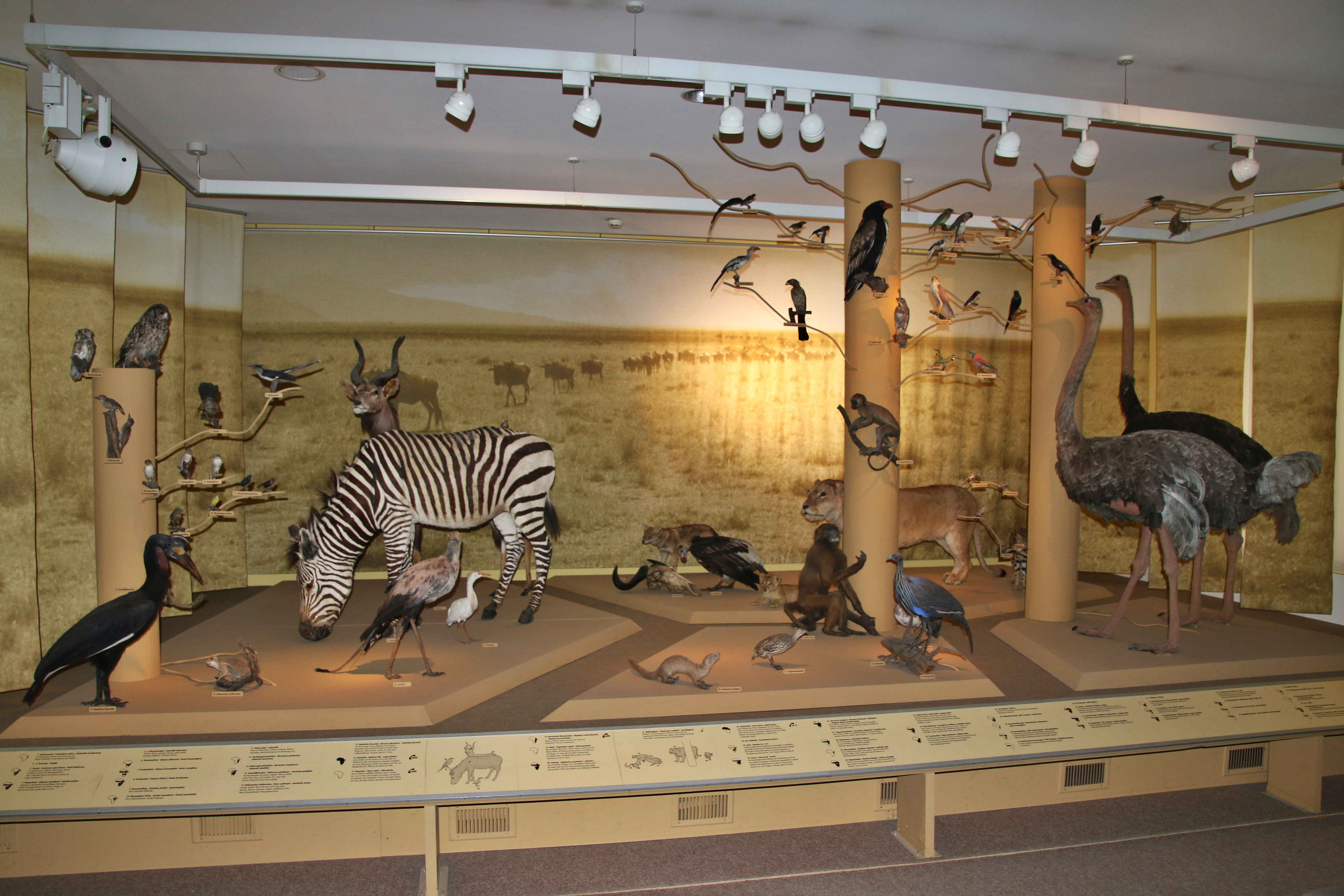
Exhibición permanente
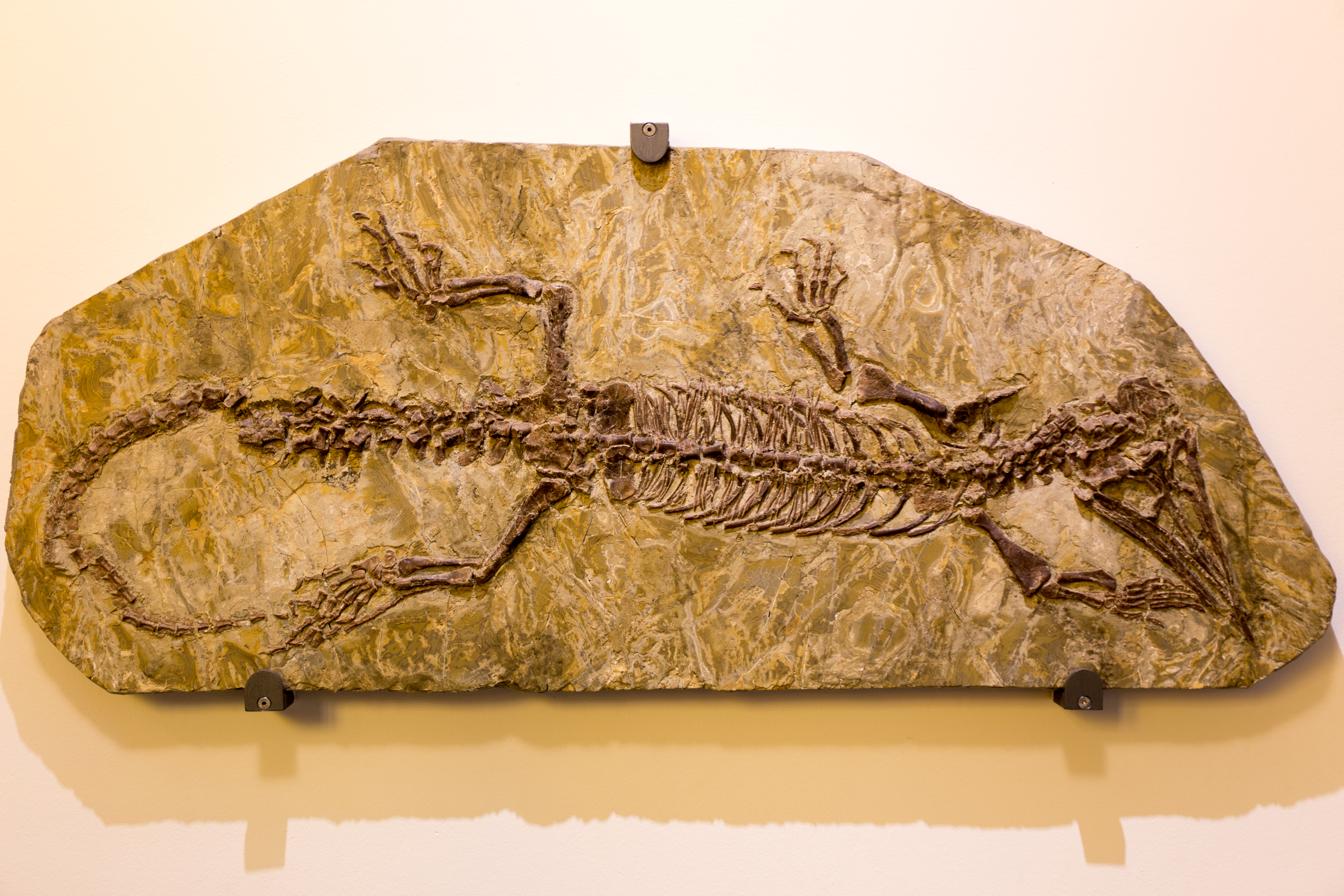
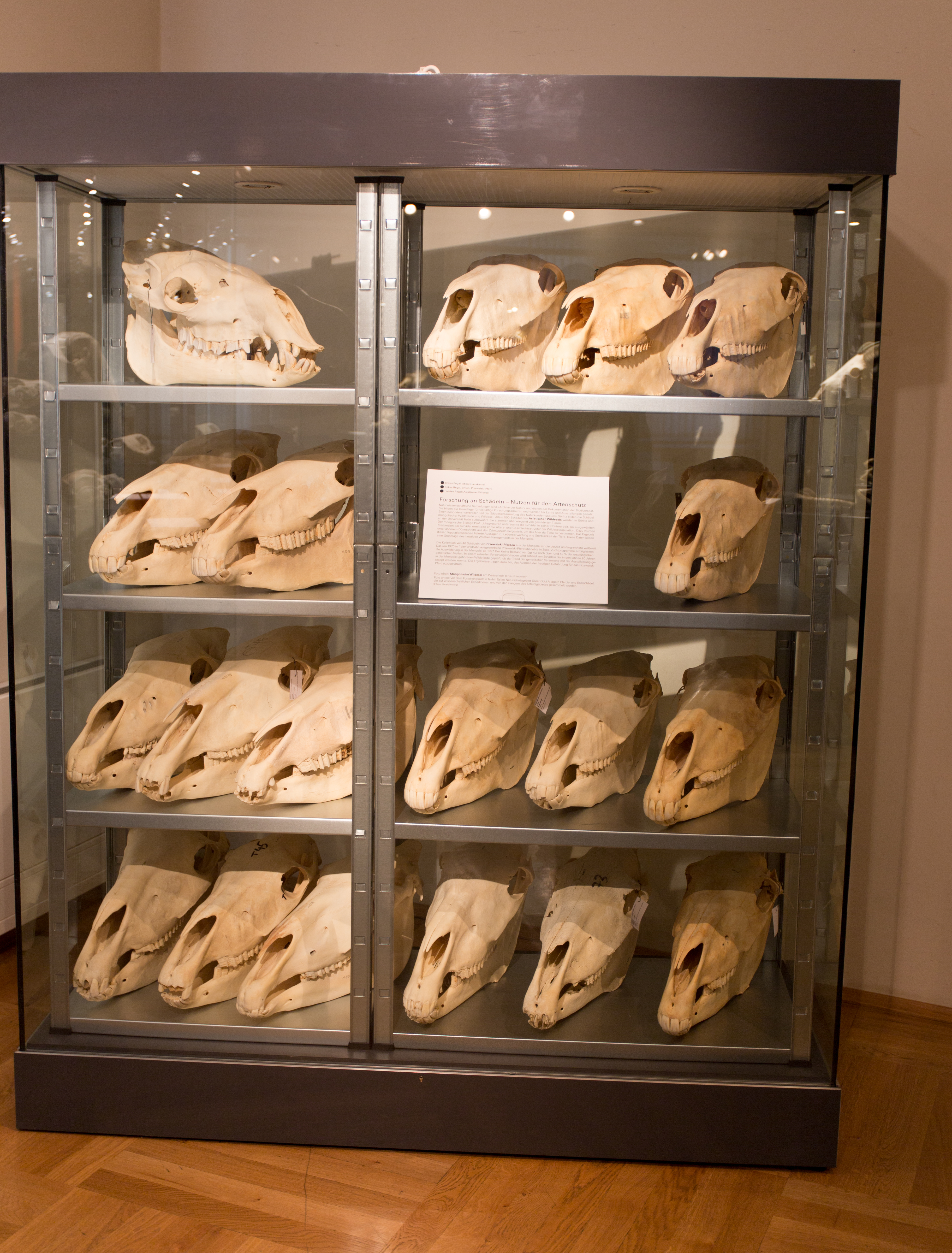
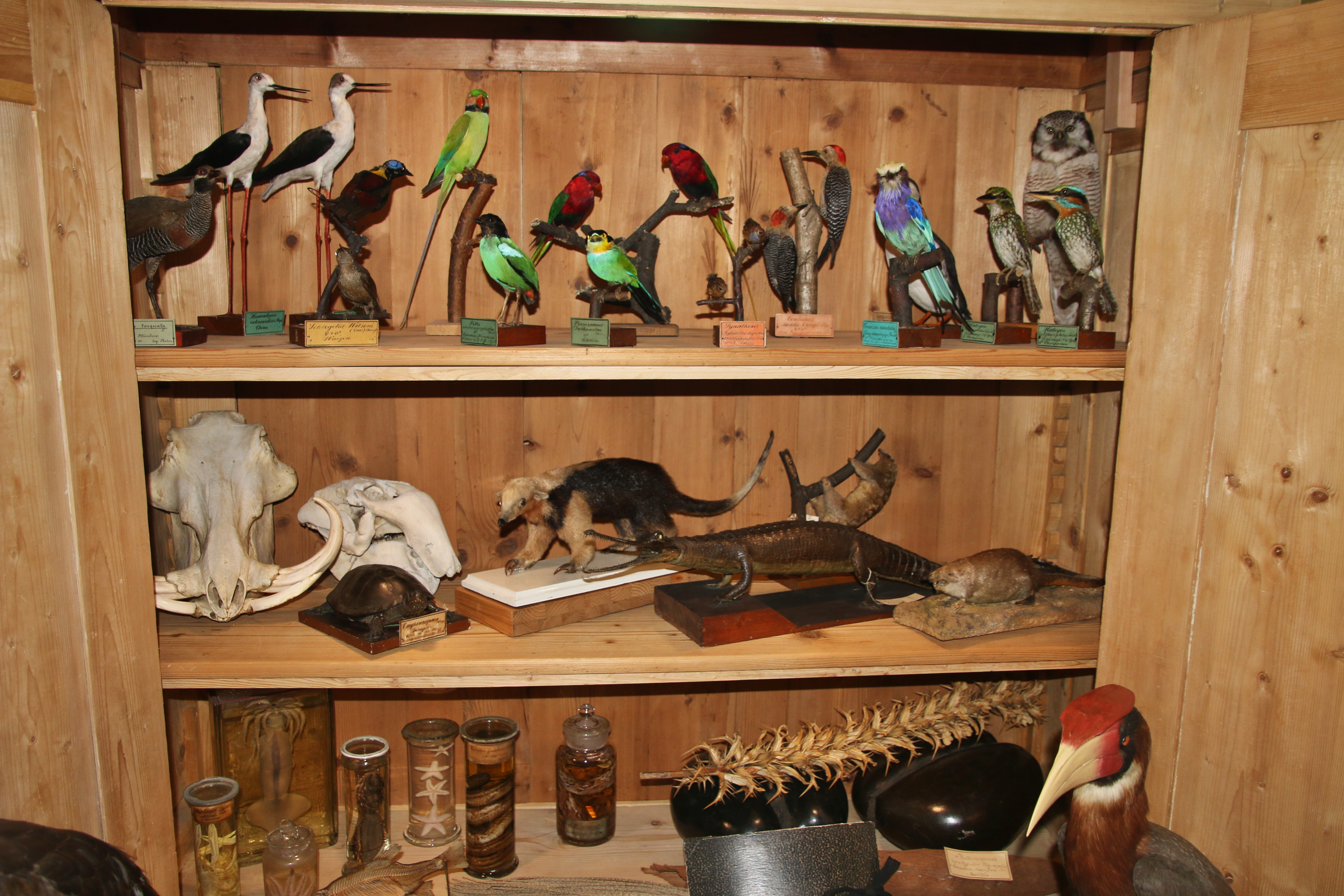
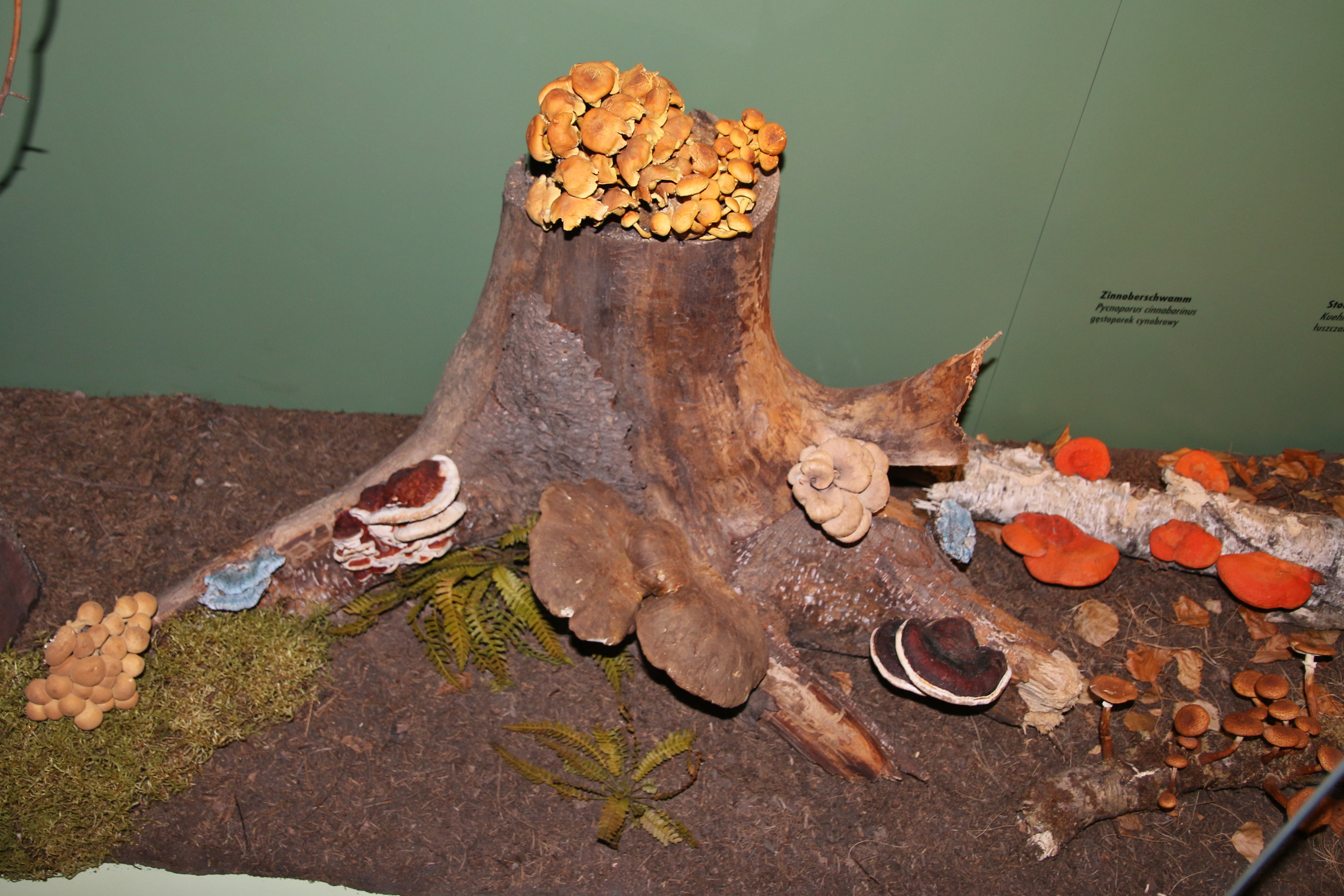

## Obras relacionadas
Julia Hammerschmidt: 200 años de Sociedad de Historia Natural y Museo de Historia Natural Görlitz. Museo Senckenberg de Historia Natural Görlitz, Görlitz, Alemania 2011 (PDF; 4,5 MB, alemán).